# Lovely Rita
«Lovely Rita» (en español: «Encantadora Rita») es una canción escrita por Paul McCartney, (acreditado por Lennon-McCartney) grabado y publicado por la banda de rock The Beatles, lanzado al mercado el 26 de mayo de 1967 para el álbum Sgt. Pepper's Lonely Hearts Club Band. Aparentemente es acerca del amor que el cantante siente por una asistente de tráfico (meter-maid). 
La canción sirvió para dar más amplitud a un rumor que era famoso durante los años de popularidad de los Beatles - el rumor de que McCartney estaba muerto y había sido reemplazado por un doble. Se especuló que la melodía narraba el momento en el que McCartney se distrajo mientras conducía, lo cual ocasionó un accidente y su muerte. En realidad la canción se originó en un evento diferente: una agente de policía de tráfico multó a McCartney por mal estacionamiento fuera de los estudios de Abbey Road. En lugar de enfadarse, McCartney aceptó la multa de buenas maneras y expresó sarcásticamente sus sentimientos en esta melodía. Cuando se le preguntó a McCartney por qué la llamó "Rita", McCartney respondió: "Pues, ella me pareció ser una Rita".
La instrumentación de Ringo Starr en esta canción es muy progresiva. Los ruidos extraños durante la canción fueron hechos por John Lennon, George Harrison y Paul McCartney, quienes tocaban un instrumento diseñado por ellos, el cual estaba hecho de un peine y papel.
El término meter maid, una palabra estadounidense que se refiere a una oficial de tráfico femenina, era desconocido en Gran Bretaña antes de la creación de la canción.

## Versiones
- Fats Domino incluyó una versión del tema en su álbum de 1968 Fats is back, y también lo editó como sencillo, con Wait 'Till It Happens to You en la cara B.
- The Flaming Lips también hizo el suyo.

## Personal
- Paul McCartney – voz principal, bajo eléctrico (Rickenbacker 4001), piano (Hamburg Steinway Baby Grand), peine y papel.
- John Lennon – coros, percusión vocal, guitarra acústica (Gibson J-160e con transporte en el 3er casillero), peine y papel.
- George Harrison – coros, guitarra (Gibson J-160e con transporte en el 3.er casillero), peine y papel.
- Ringo Starr – batería (Ludwig Super Classic), peine y papel.
- George Martin – productor, piano (Hamburg Steinway Baby Grand).
- Geoff Emerick – ingeniero de sonido